# Ли Кань
Ли Кань (кит. 李衎 , второе имя Чжунбинь; род. 1245 — ум. 1320) — китайский художник периода империи Юань.

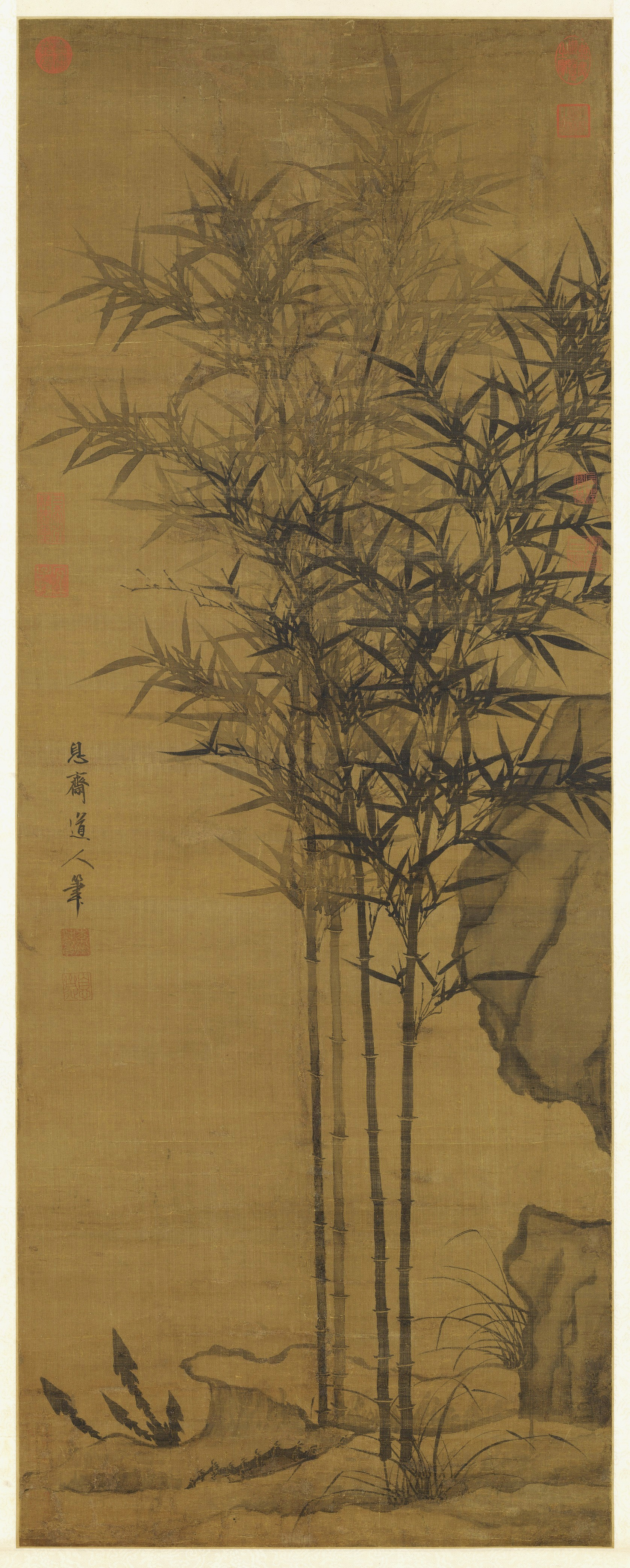
Ли Кань. Мир и покой на все четыре времени года. Гугун, Тайбэй

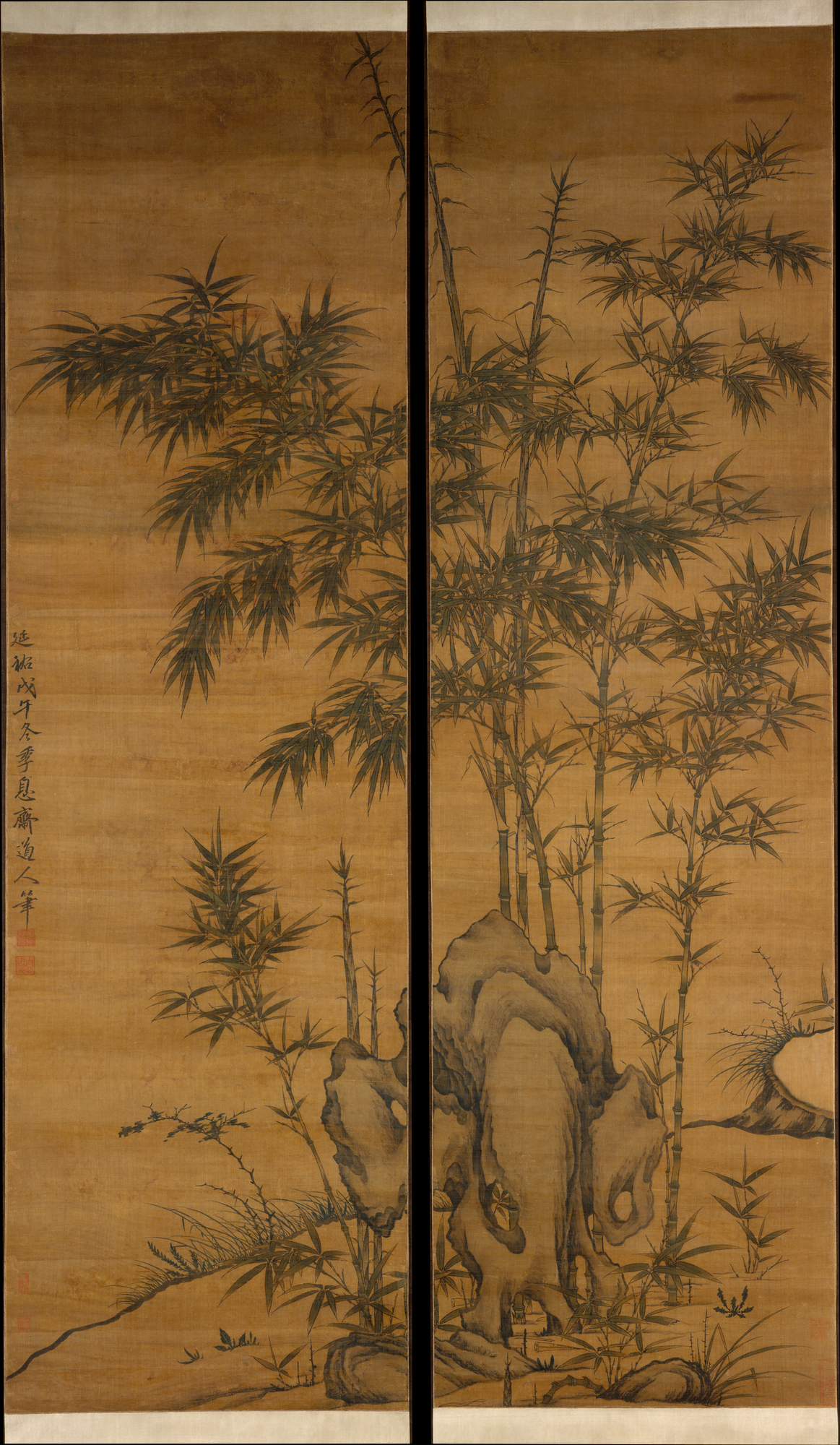
Ли Кань. Бамбук и камни. 1318 г., Музей Метрополитен, Нью Йорк. Диптих (ранее, вероятно, состоял из 4 картин) написан в стиле «шуангоу»

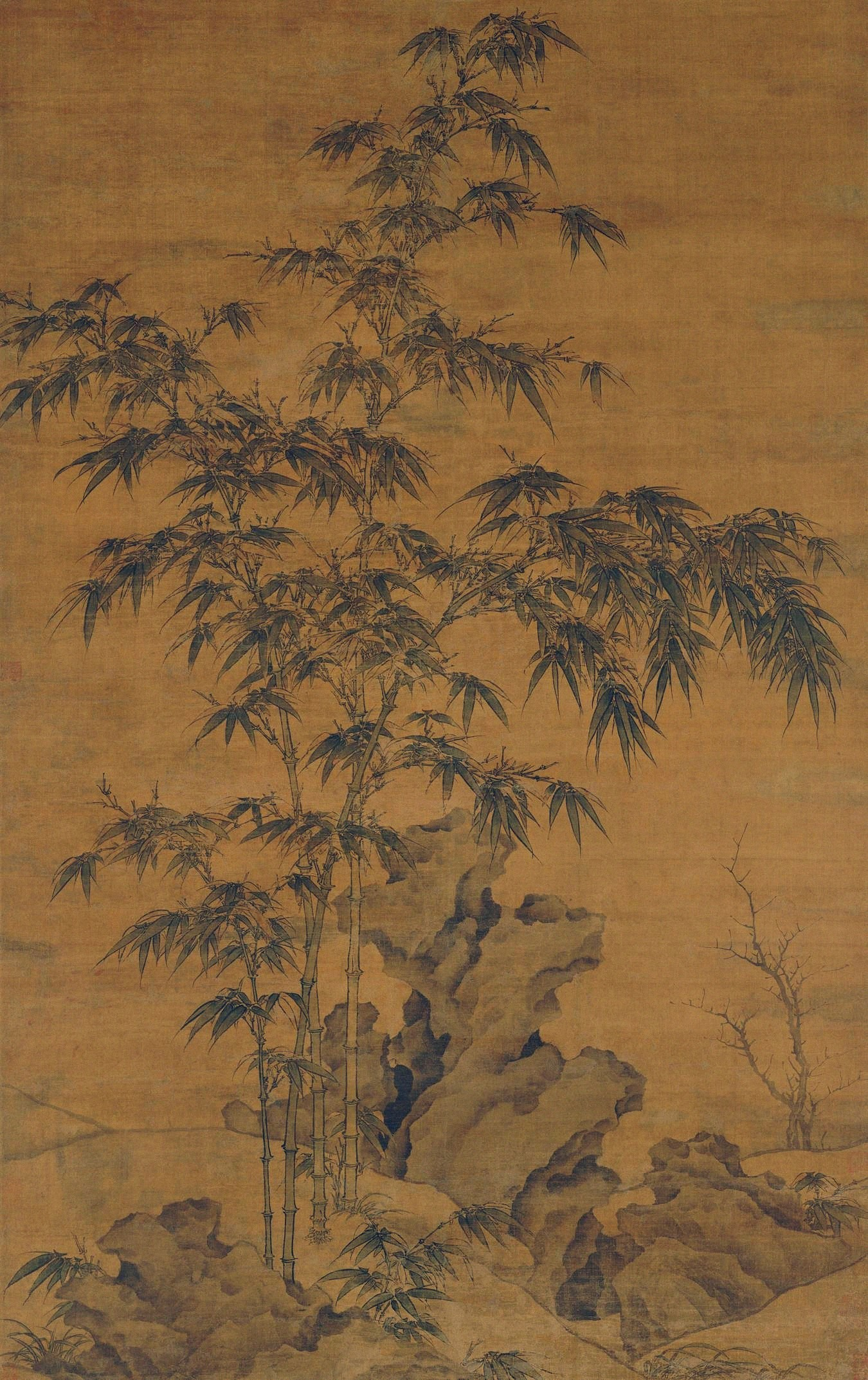
Ли Кань. Пара бамбуков с искривлёнными стволами и камни. 163,2 х 102,5 см, Гугун, Пекин

## Биография
Предки Ли Каня были родом из провинции Хэбэй. Будущий живописец родился в Пекине и рано осиротел. Тем не менее, он смог получить хорошее образование и сделать успешную карьеру в правление Хубилай-Хана (1215—1294). При наследниках Хубилая — Чэн-цзуне (1294—1307) и У-цзуне (1307—1311) Ли Кань занимал невысокие административные должности, но с приходом на трон Аюрбарибады (Жэнь-цзун правил в 1311—1320 гг.) Ли Кань занял высокий пост Министра персонала (1312 г.), в обязанности которого входил подбор кадров для императорской и правительственной службы — работа, которая могла быть доверена только очень приближенным царедворцам, входившим в ближний круг императора.
Подобно многим иным образованным администраторам, Ли Кань посвящал часть своего времени благородным занятиям — каллиграфии и живописи. Его таланты и обширные знания получили высочайшее признание, выразившееся в присвоении ему звания Великого Академика в Академии Достойных (Цзисянь). В придворных кругах он пользовался большим уважением и вызывал не меньшее почтение, чем его коллега Чжао Мэнфу, с которым он был дружен.
В истории этот талантливый администратор прославился своим искусством в изображении бамбука тушью (мочжу) — это разновидность китайской живописи, подвид жанра цветы и птицы, ведущий своё начало от времён эпохи Тан (618—907 гг.). Административная деятельность Ли Каня была связана с многочисленными командировками в разные концы империи, и сохранились свидетельства, что художник каждый раз посвящал время наблюдению и изучению разных сортов бамбука, растущих в разных географических условиях. С этой целью он посетил даже Индокитай.
По его собственному признанию, живописи бамбука он учился у Ван Данью, художника конца XIII — начала XIV века, который писал пейзажи, камни, бамбук и мэйхуа, а также на произведениях известного мастера вэньжэньхуа эпохи Сун Хуан Тинцзяня (1045—1105).
Итогом его страстного интереса к бамбуку, который в Китае всегда был символом стойкости и благородства, стали многочисленные картины, изображающие бамбук во всех возможных вариациях, и три трактата об изображении бамбука, которые Ли Кань написал в течение своей жизни. Ли Каня считают крупнейшим теоретиком живописи бамбука и крупнейшим мастером изображения бамбука эпохи Юань.
Его сын Ли Шисин (1282—1328) стал известным художником, подобно отцу создававшим композиции из бамбука и камней, а также пейзажи.

## Творчество
Современному зрителю монохромные картины с изображениями бамбука кажутся несколько однообразными или почти одинаковыми. Однако подобные традиционные темы в китайской живописи предполагают бесконечное количество вариаций, заметных глазу ценителя, примерно так же, как заметна для уха ценителя разница в исполнении одного и того же блюза разными музыкантами. Длительное наблюдение и изучение бамбука позволяло лучшим мастерам этого жанра достигать предельной правдивости и безыскусности в передаче благородной красоты этого растения. Ли Кань относится как раз к таким мастерам высшего класса.
Ли Кань писал бамбук в двух стилях: контурном, когда тонкой линией обрисовывается контур листьев и стеблей, а затем раскрашивается (шуангоу), и бесконтурном, когда бамбук пишется как иероглиф – смелыми мазками кисти (мочжу). Второй способ шёл от Вэнь Туна (1019—1079) и был широко распространён среди учёных-чиновников, многие из которых неважно владели кистью, плохо знали предмет, писали бамбук довольно небрежно, но, тем не менее, упорствовали в своих живописных упражнениях. Ли Кань резко критиковал этих «пачкунов» в своём трактате: «…нацелившись слишком высоко, прыгают через ступеньки и, моментально реализуя свой порыв, мажут и пачкают всё подряд. После чего думают, что, будучи свободными от добытого долгим трудом мастерства, они достигают (искусства) через естественность».
Ли Кань испытывал глубочайшее почтение к мастеру мочжу эпохи Сун (960—1279) Вэнь Туну. Именно он, по свидетельствам современников, достигал такого психического состояния, когда как бы одним всплеском энергии моментально создавал изображение бамбука. Ли Кань доказывал, что прежде чем достичь такого уровня, надо долго изучать предмет и тренироваться в передаче всех его тонкостей.

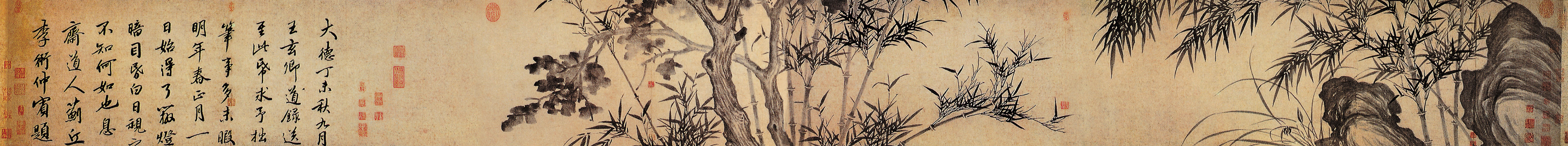
Ли Кань. "Четыре чистейших" (Сы цин). 35,6 х 359,8см, бумага, тушь, Гугун, Пекин. Эту композицию Ли Кань исполнил ок. 1307г. для даосского священника. "Четыре чистейших" - это изображение трёх растений (бамбук, орхидея и мэйхуа) и камня. Каждый из предметов имеет определённое символическое значение, выражающее черты человеческого характера: благородство, твёрдость, способность быть гибким и не ломаться и т.д.

## Трактаты
Кисти Ли Каня принадлежат три трактата, посвящённые живописи бамбука: «Каталог/Книга живописи бамбука» (Хуа чжу пу), «Каталог/Книга живописи бамбука тушью» (Мо чжу пу) и «Книга о бамбуке» (Чжу пу), которую ещё называют «Книга об образе бамбука» (Чжу тай пу). В этих трактатах Ли Кань приводит историю появления жанра, различные исторические анекдоты о мастерах, писавших бамбук, а также важные сведения о правилах составления композиции с бамбуком, рисунке стебля, рисунке листьев и т.д. Художник проводит прямые параллели между монохромной живописью бамбука и каллиграфией: «Стебель пиши стилем чжуаньшу, узлы – синшу, ветви – стилем цаошу, а листья – кайшу. Много есть стилей в каллиграфии, но эти четыре — самые важные, их надо знать назубок».
Ли Кань исповедовал даосизм и, кроме своих имён, имел ещё прозвище Монах-даос Сичжай. Вероятно, даосская философия лежит в основе его рассуждений о благородной духовности бамбука и его почти мистической связи с внутренним миром художника. Процесс воплощения бамбука в картине он понимал как некое эзотерическое действо, позволяющее передать в момент вдохновения возвышенные мысли и лучшие чувства. Ли Кань считал, что в этот момент мастер переносит в картину высшие качества, присущие личности художника – духовную чистоту, благородство, интеллектуальную утончённость.